# Église Sainte-Madeleine de Péronne
Pour les articles homonymes, voir Église Sainte-Madeleine.
L'église Sainte-Madeleine est une église catholique située à Péronne, en Haut-Mâconnais, dans le département français de Saône-et-Loire. Elle relève de la paroisse Notre-Dame-des-Coteaux-en-Mâconnais (qui a son siège à Lugny).

## Historique
Une trace de cette église est mentionnée dans un document datant de 938 : ne subsiste de cette époque que la façade occidentale.
Elle a probablement été reconstruite entre 1080 et 1120 (nef, clocher et abside) et d'autres modifications ont été apportées entre le XIVe et le XXe siècle : 
- XVIe siècle : construction d'un porche avec auvent sur la façade ouest ;
- 1786 : création d'une sacristie ;
- restauration de la charpente ;
- 2 prairial an VII (21 mai 1799) : moyennant 900 francs, l'église est vendue à un particulier, à titre de bien national ;
- 1824 : l'église est rachetée par quarante-cinq familles de Péronne, avant d'être vendue l'année suivante à la municipalité, dans le but de la rendre communale ;
- 1847 : construction du porche et du clocher ;
- 1877 : rehaussement du clocher ;
- 1931 : réfection de la toiture de la nef (couverte de laves).

L'église fut vendue nationalement le 2 prairial an VII, au sieur Étienne Tête.
Inscrite plusieurs fois au titre des monuments historiques au cours du XXe siècle (La sculpture romane en 1927 ; Abside en 1946), l'église est inscrite en totalité en 2018.

## Description
L’église se compose d'une nef unique, prolongée d'une travée carrée sous le clocher, prolongée elle-même par une abside formant le chœur. La nef est plafonnée et éclairée par quatre fenêtres en plein cintre. L'abside est éclairée par trois baies séparées par des colonnettes.
À l’extérieur, sur la façade sud :
- un intéressant linteau de porte – sans doute un réemploi – montre deux animaux sculptés assez grossièrement (des lions ?), se faisant face et séparés par un arbre, d'inspiration orientale[3] ;
- un autre linteau représentant un coq (objet de culte celtique ?).

Le clocher, carré et massif, inclut trois étages. Il abrite une cloche de 1 035 kg, fondue en 1872 par Burdin Aîné, fondeur à Lyon.
Contre le mur sud de la nef, une croix de pierre datée de 1768 (croix de l'ancien cimetière, qui jouxtait jadis l'église et qui fut transféré hors du bourg au XIXe siècle).

## Culte
Édifice consacré du diocèse d'Autun relevant de la paroisse Notre-Dame-des-Coteaux-en-Mâconnais (siège à Lugny) – qui en est affectataire au titre de la loi de 1905 –, l'église de Péronne est, plusieurs siècles après sa construction, un lieu de culte catholique.